# Ahmad al-Mansur
Ahmad al-Mansur (także Ahmed el-Mansur, arab. أبو العباس أحمد المنصور السعدي, Abu al-Abbas Ahmad al-Mansur as-Sadi, zm. w 1603) – sułtan Maroka z dynastii Sadytów, syn sułtana Muhammada asz-Szajcha. 

## Życiorys
W 1578 roku Ahmad I al-Mansur - wówczas jeszcze jako zarządca Fezu – wziął udział w wielkiej bitwie pod Kasr al-Kabir, w której starły się wojska ówczesnego marokańskiego sułtana – Abu Marwana Abd al-Malika z koalicją wojsk portugalskiego króla Sebastiana i pragnącego odzyskać tron uprzednio obalonego sułtana Abu Abd Allaha Muhammada II. W bitwie tej polegli wszyscy trzej naczelni dowódcy, a Ahmad I al-Mansur – jako brat Abu Marwana Abd al-Malika – wstąpił na sułtański tron. 
Rządy Ahmada I al-Mansura były okresem rozkwitu kultury i państwa marokańskiego. Sułtan zreorganizował też armię i rozpoczął lukratywny handel solą kamienną i trzciną cukrową z Europą (głównie z Anglią). Sól pochodziła z zagarniętych w tym czasie przez Maroko kopalni w Taghazie w głębi Sahary, zaś trzcina cukrowa z plantacji w prowincji Al-Hauz na południe od Marrakeszu. Na rynkach europejskich towary te nie musiały jeszcze wówczas konkurować z importem z Nowego Świata.
Cierniem w oku sułtana była jednak stale bogacąca się Hiszpania, która prowadziła wówczas zwycięskie wojny z Aztekami i zagarniała ich złoto. Ahmad I al-Mansur zwrócił się więc ku drugiemu znanemu wówczas źródłu tego kruszcu – ku położonemu w dorzeczu Nigru państwu Songhaj. W 1591 roku marokańskie wojska doszczętnie rozbiły armię Songhajów, a złoto zostało wywiezione karawanami do Maroka. Afryka Zachodnia nigdy już w pełni nie podniosła się po tej klęsce.
Sułtan Ahmad I al-Mansur zmarł nagle w 1603 roku z powodu epidemii. Tron przejął po nim jego syn Abu Faris Abd Allah, wkrótce rozgorzały jednak zacięte walki o władzę, a dynastia podzieliła się na dwie linie o zaledwie lokalnej władzy – linię z Fezu i Marrakeszu. Ostatecznie doprowadziło to do upadku Sadytów, a władzę w kraju przejęli Alawici.

## Ahmad al-Mansur w popkulturze
- Ahmad jest przywódcą Maroka w grze Civilization V: Nowy wspaniały świat